# Somoleter
Somoleter is een bestuurslaag in het regentschap Purworejo van de provincie Midden-Java, Indonesië. Somoleter telt 1089 inwoners (volkstelling 2010).